# Sosticus
Sosticus Chamberlin, 1922 è un genere di ragni appartenente alla famiglia Gnaphosidae.

## Distribuzione
Le 10 specie note di questo genere sono state reperite nella regione olartica e in India: la specie dall'areale più vasto è la S. loricatus, rinvenuta in diverse località dell'intera regione olartica.

## Tassonomia
Considerato un sinonimo anteriore di Sostogenus Chamberlin & Gertsch, 1940, a seguito di un lavoro degli aracnologi Platnick & Shadab (1976b).
Le specie rinvenute in India dovrebbero essere riesaminate: probabilmente vanno fatte rifluire in altro genere.
Non sono stati esaminati esemplari di questo genere dal 2007.
Attualmente, a gennaio 2016, si compone di 10 specie:
1. Sosticus californicus Platnick & Shadab, 1976 — USA
2. Sosticus dherikanalensis Gajbe, 1979 — India
3. Sosticus insularis (Banks, 1895)[2] — USA, Canada
4. Sosticus jabalpurensis Bhandari & Gajbe, 2001 — India
5. Sosticus loricatus (L. Koch, 1866) — Regione olartica
6. Sosticus nainitalensis Gajbe, 1979 — India
7. Sosticus pawani Gajbe, 1993 — India
8. Sosticus poonaensis Tikader, 1982 — India
9. Sosticus solanensis Gajbe, 1979 — India
10. Sosticus sundargarhensis Gajbe, 1979 — India

### Sinonimi
- Sosticus continentalis Chamberlin, 1922; posta in sinonimia con S. insularis (Banks, 1895) a seguito di uno studio degli aracnologi Ubick & Roth (1973a)[1].
- Sosticus projectus Fox, 1938; posta in sinonimia con S. insularis (Banks, 1895) a seguito di uno studio degli aracnologi Ubick & Roth (1973a).
- Sosticus rufus (Denis, 1958); trasferita dal genere Gnaphosa e posta in sinonimia con S. loricatus (L. Koch, 1866) a seguito di un lavoro degli aracnologi Ovtsharenko, Platnick & Song del 1992.
- Sosticus zygethus (Chamberlin & Gertsch, 1940); posta in sinonimia con S. loricatus (L. Koch, 1866) a seguito di uno studio degli aracnologi Ubick & Roth (1973a), quando aveva ancora la vecchia denominazione Sostogeus.